# Doritos
Doritos (síncopa de la palabra «doraditos», haciendo referencia a que estos van dorados o fritos y con un sabor característico a queso) es una marca de totopos con sabor producidos desde 1964 por la empresa de alimentos estadounidense Frito-Lay (una subsidiaria de propiedad total de PepsiCo). El aperitivo es el tradicional totopo mexicano condimentado, está hecho de tortilla de maíz frita, su forma triangular proviene de la original derivada de rebanar las tortillas.

## Historia
El producto original fue hecho en la Casa de Fritos en Disneyland, en los años 60. Utilizando las tortillas de maíz sobrantes y tomando la idea original de los tradicionales totopos mexicanos, el restaurante propiedad de la empresa los cortó y los frio, para luego agregar el condimento básico, parecido a los chilaquiles mexicanos, pero en este caso, seco. Arch West fue el vicepresidente de Marketing de Frito-Lay en ese momento, y notó su popularidad. Hizo un trato con Alex Foods en 1964, el proveedor de muchos artículos para Casa de Fritos en Disneyland, y las produjo por un corto tiempo regionalmente, antes de que estuviera abrumado por el volumen, y Frito-Lay movió la producción en la casa a su planta de Tulsa.
Los "Doritos" fueron lanzados a nivel nacional en 1966, siendo el primer chip de tortilla que se lanzó nacionalmente en Estados Unidos.
De acuerdo con Information Resources International, en 1993, Doritos ganó $1.2 mil millones en ventas al menudeo, un tercio de las ventas totales de Frito-Lay para el año. Sin embargo, en el rediseño más costoso en la historia de Frito-Lay, en 1994 la compañía gastó $50 millones para rediseñar Doritos para hacer las chips 20% más grandes, 15% más delgadas, y redondeó los bordes del chip. Roger J. Berdusco, vicepresidente de marketing, dijo que una de las razones principales del cambio fue "una mayor competencia de las tortillas de restaurante, que son más grandes y más fuertemente sazonadas". El cambio de diseño fue el resultado de un estudio de investigación de dos años que involucró a 5.000 comedores de chips. El nuevo diseño dio a cada chip esquinas redondeadas, lo que hace más fácil comer y reducir el desecho resultante de esquinas rotas. Cada chip también se le dio más condimentos, lo que resulta en un sabor más fuerte. Los chips rediseñados fueron lanzados en cuatro sabores a partir de enero de 1995.
En  Estados Unidos, Frito-Lay eliminó las grasas trans de todas las variedades Doritos en 2002. El mismo año, la marca Doritos comenzó a cumplir con las regulaciones de etiquetado de la Administración de Alimentos y Medicamentos de Estados Unidos cuatro años antes de que las regulaciones fueran obligatorias.
La compañía fue demandada en 2003 por Charles Grady, que afirmó que su garganta había sido dañada por comer Doritos. Según él, la forma y la rigidez de las chips las hicieron intrínsecamente peligrosas. Grady intentó admitir en evidencia un estudio de un exprofesor de química que calculaba la mejor forma de tragar con seguridad las fichas. La Corte Suprema de Pensilvania declaró posteriormente que el estudio no cumplía con las normas científicas y no podía presentarse como prueba.
En 2005, las ventas de Doritos en Estados Unidos cayeron un 1,7%, es decir, $595 millones. Para aumentar las ventas en 2006, la compañía lanzó varios nuevos sabores, una nueva etiqueta y más publicidad bilingüe. El vicepresidente de Frito-Lay, Joe Ennen, describió esto como "el rebranding y el relanzamiento más significativos en la historia de 38 años de Doritos".
El 21 de febrero de 2013, el logotipo de Doritos fue cambiado de nuevo, y el lema publicitario adoptado fue "FOR THE BOLD".
En 2015, Doritos introdujo un producto Rainbow Doritos de edición limitada, el cual solo estaba disponible para aquellos que hacen una donación mínima de $10 al It Gets Better Project, una organización sin fines de lucro que apoya a los jóvenes LGBT. La promoción recaudó $100 000 para la organización, y se encontró con controversias.

## Ingredientes
Las chips simples están hechas de maíz molido (maíz), aceite vegetal y sal. Otros ingredientes varían a través de las variedades de chip con sabor. Los doritos hechos para el mercado estadounidense generalmente no usan cuajo animal derivado del cerdo en la elaboración de los aromas de queso usados en el chip.
- Ingredientes del Dorito de Queso (EE. UU.), en orden de porcentaje de producto: maíz entero, aceite vegetal (maíz, soja y/o aceite de girasol), sal, queso cheddar (leche, cultivos de queso, sal, enzimas), maltodextrina, suero de leche, glutamato monosódico, sólidos de suero de mantequilla, queso romano (leche de vaca desnatada, cultivos de queso, sal, enzimas), concentrado de proteína de suero, polvo de cebolla, soja parcialmente hidrogenada y aceite de semilla de algodón, harina de maíz, fosfato disódico, dextrosa, polvo de tomate, especias, ácido láctico, colorante artificial (incluyendo Amarillo 6, Amarillo 5, Rojo 40), ácido cítrico, azúcar, ajo en polvo, polvo de pimiento rojo y verde, caseinato de sodio, inosinato disódico, guanilato disódico, dióxido de silicio, sólidos de leche descremada, proteína de suero de leche aislada, sólidos de jarabe de maíz.[16]

En 1996, The Onion, un periódico satírico y un sitio web, presentó un artículo titulado "Doritos celebra un milionésimo ingrediente", satirizando a Frito-Lay por el gran número de ingredientes que se encuentran en Doritos. Se ha planteado la preocupación de que los aceites, aromas y aditivos utilizados no sean saludables.

## Sabores
Los doritos se venden en muchos países en todo el mundo en sabores variados. Se lanzaron a nivel nacional en Estados Unidos en 1967 y resultaron ser exitosos, pero investigaciones de mercado adicionales revelaron que muchos consumidores fuera del suroeste y oeste consideraban que el chip era demasiado soso, no suficientemente picante para lo que se percibía como una merienda mexicana. Por lo tanto, Frito-Lay desarrolló Doritos saborizados como taco, que fueron introducidos a nivel nacional en 1968 y fueron un destacable éxito. La distribución nacional de los Doritos con sabor a queso nacho comenzó en 1972, y también fue un éxito. Para un corto plazo en los últimos años 70, el Dorito con sabor a crema agria y cebolla estaban disponibles, pero fueron discontinuadas en los años 80 tempranos. Un sabor de semilla de sésamo también estaba disponible por un corto tiempo a finales de 1970.
En la década de los noventa, en asociación con las marcas de comida rápida de PepsiCo, se introdujeron dos nuevos sabores de Doritos, el Taco Supreme de Taco Bell (que incorporaba un sabor "carne" muy diferente de la encarnación original de Taco) y Pizza Cravers de Pizza Hut. Después de que PepsiCo se separó de su división de restaurantes en 1997, los sabores fueron simplemente renombrados a taco y pizza, respectivamente, con el sabor de la pizza discontinuado en algunos mercados. Alrededor de la misma época, debido a la popularidad de la marca Tostitos de Frito-Lay, el maíz tostado sin sabor fue descontinuado brevemente, luego devuelto. En 2007 en varios mercados, hubo brevemente un sabor llamado Nacho Chipotle Ranch Ripple. En 2009, el sabor experimental Bangin Beef Bonanza, co-lanzado por Arby's, ganó la aclamación de la crítica, pero cayó en un mercado muy competitivo para bocadillos extremos. En 2008, el sabor de Taco Bell fue relanzado temporalmente bajo la etiqueta "Regresa por demanda popular" junto con Four Cheese.
En 1990, se introdujeron los Doritos de sabor Jumpin Jack Monterey. Este sabor se interrumpió posteriormente. En 1995, Chester's Cheese Doritos estaba disponible por un tiempo limitado. Este sabor introdujo el sabor familiar de queso de Cheetos en el típico chip de Doritos. En 1997, se introdujo Spicy Nacho.
Durante un breve período en 2004, Doritos introdujo una nueva forma llamada "Rollitos", que eran chips de maíz en forma de pequeños tubos. Los sabores Rollitos incluyen Nacho Cheesier, Zesty Taco, Cooler Ranch y Queso Picante. En 2013 Esta idea fue reintroducida como "Dinamitas", o palitos de dinamita. Hay dos variedades, una chili lima combo, y el Mojo Criollo y un lima-limón. Dinamitas difiere ligeramente del estilo de los "Rollitos". Los rollitos tenía el relleno horneado y el tubo era formado con una prensa sumergible en aceite para freír. Actualmente se enrolla en un tubo antes de hornear y freír, un proceso mucho más simple.
En 2007, Doritos llevó a cabo una campaña llamada "Doritos X-13D Flavor Experiment", donde bolsas no identificadas de Doritos estaban en el mercado para que los consumidores identificaran y nombraran el sabor. La única identificación del sabor en estos chips fue "All American Classic".
Las reencarnaciones y relanzamientos de Doritos con sabor a taco, incluyendo la campaña "Regresa por demanda popular" de 2008, eran diferentes del sabor original de taco (un sabor de crema agria se había añadido a la receta alrededor de 1985). A finales de 2010 la receta de sabor taco que se utilizó en la década de 1980 regresó en una bolsa de estilo "retro" de edición limitada que incorpora el logotipo original de Doritos, ya principios de 2011 la compañía anunció que esta encarnación permanecería en la línea permanente de productos.
En 2009, Doritos lanzó algunos nuevos sabores bajo la bandera "Doritos Late Night": Tacos at Midnight y Last Call Jalapeño Popper. También modificaron el X-13D Sabor como All Nighter Cheeseburger.
En el año 2010 se lanzaron tres sabores picantes "Degree Burn" (Blazin' Jalapeño/Jalapeño Fire, Fiery Buffalo y Scorchin' Habanero), que se promocionaron para "refrescarse" con una Pepsi Cease Fire/Max Citrus Freeze y Wasabi con sabor a Mr. Dragon's Fire Chips. Durante 2010 vio la introducción de Doritos a Nueva Zelanda y con ella los sabores incluyeron Queso Supremo, Salado, y Salsa. Este año también se vio el original sabor a Taco de Doritos restablecido en el diseño del envase original.
En la primavera de 2011, un sabor de salsa caliente Tapatio fue puesto en venta. En febrero de 2011, Doritos Canadá realizó un concurso para escribir el final de un comercial para dos nuevos sabores (Onion Rings n 'Ketchup y Blazin' Buffalo and Ranch) y votar para cuál de los dos sabores sería tomado. Cuando el concurso terminó, Onion Rings n 'Ketchup recibió el mayor número de votos y permaneció a la venta.
En la primavera de 2015, Doritos Roulette fue lanzado a los mercados de EE. UU. por un tiempo limitado. Mientras que todas las chips parecían parecer iguales en el exterior, una de cada seis chips tendría un picante adicional. Debido a la naturaleza picante de una variedad contenida en el paquete, en julio de 2015 una escuela en el Reino Unido informó de un incidente en el que un estudiante "sufrido algunas dificultades para respirar después de comer uno".